# Heinz Buschkowsky

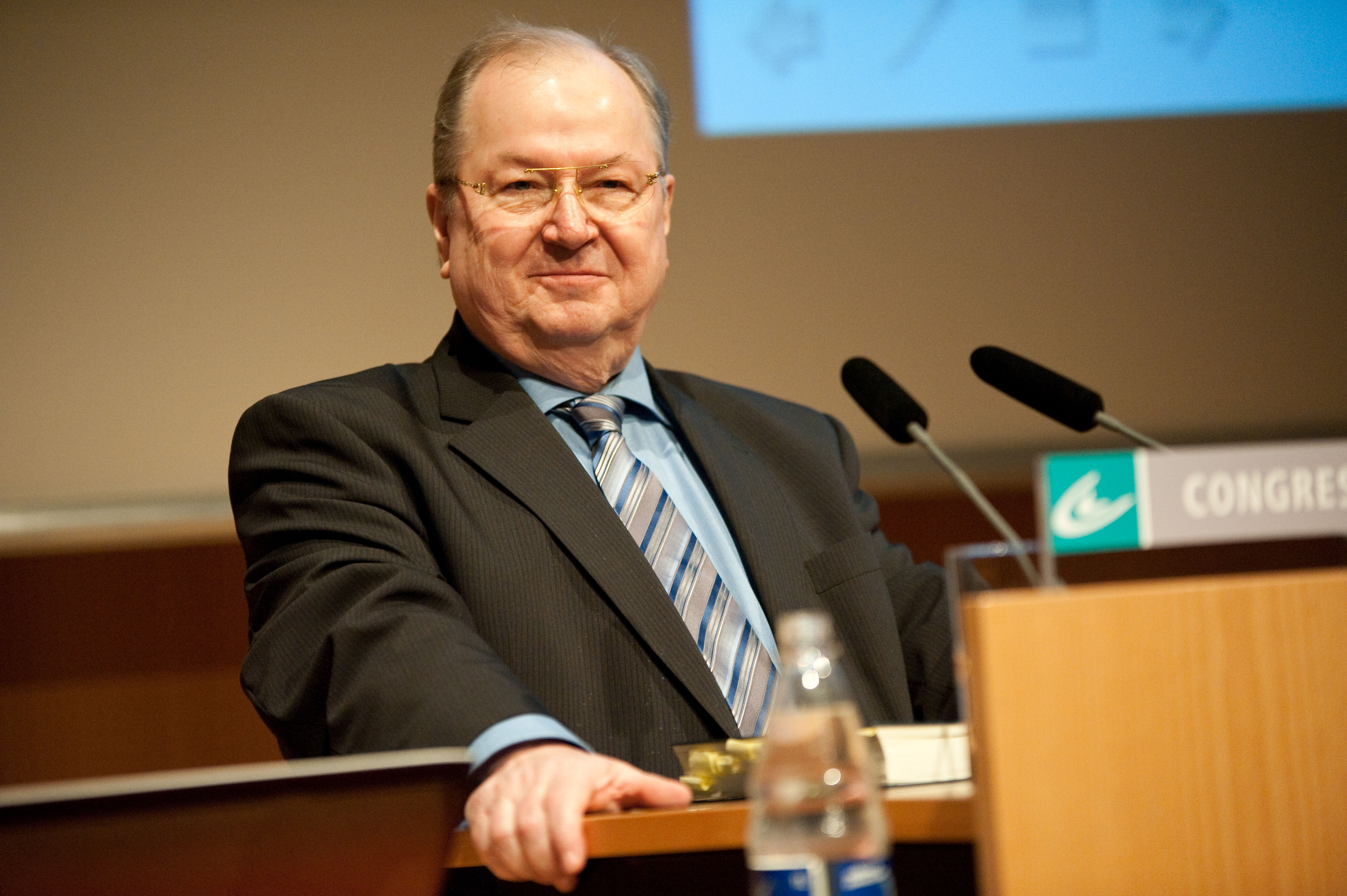
Buschkowsky auf dem Kongress christlicher Führungskräfte im Januar 2013

Heinz Buschkowsky (* 31. Juli 1948 in Berlin-Neukölln) ist ein deutscher Politiker (SPD). Er war in den Jahren 1991 bis 1992 und erneut vom 1. Dezember 2001 bis 1. April 2015 Bezirksbürgermeister des Berliner Bezirks Neukölln. Buschkowsky engagiert sich nach eigener Aussage vor allem für die Integration von Migranten und für einen Abbau der Defizite in der Integrationspolitik.
Am 27. Januar 2015 gab er seinen Rückzug zum 1. April 2015 bekannt. Während seiner Amtszeit verfasste der Bürgermeister zwei Bestseller.

## Leben
Heinz Buschkowsky ist der Sohn eines Schlossers und einer aus Schlesien stammenden Sekretärin. Die vierköpfige Familie lebte in Berlin-Rudow in einer Einzimmerwohnung im Keller.
Buschkowsky schlug nach einem Studium zum Diplom-Verwaltungswirt (FH) die gehobene Beamtenlaufbahn ein und arbeitete ab 1973 in mehreren Senatsbehörden. Für die SPD war er zunächst ehrenamtlich in der Neuköllner Bezirksverordnetenversammlung (BVV) tätig. Im Jahr 1979 wurde er zum BVV-Mitglied gewählt, 1985  zum Fraktionsvorsitzenden der SPD in der BVV Neukölln. Buschkowsky zählte vor der „Wende“ zum „Britzer Kreis“, einer einflussreichen rechten Fraktion in der Berliner SPD. 2008 definierte er seine politische Position als Anhänger von Helmut Schmidt. Schmidt war auch der entscheidende Auslöser für Buschkowskys Partei-Eintritt. Buschkowsky war Mitglied im Bundesparteirat der SPD.
Im Jahr 1989 wurde er Finanzstadtrat, in den Jahren 1991 und 1992 Bezirksbürgermeister, von 1992 bis 1995 stellvertretender Bezirksbürgermeister und Bezirksstadtrat für Finanzen, Personal und Sport. Von 1995 bis 1999 übte er das Amt des stellvertretenden Bezirksbürgermeisters und Bezirksstadtrats für Jugend und Sport aus. Darüber hinaus übernahm er von November 1999 bis November 2001 die Aufgaben eines Bezirksstadtrats für Gesundheit, Umwelt und Sport. Am 1. Dezember 2001 wurde er Bezirksbürgermeister von Berlin-Neukölln und Leiter der Abteilung Finanzen, Wirtschaft und Sport.
Am 30. September 2010 wurde er von der Neuköllner SPD einstimmig zum Spitzenkandidaten für die Wahl zur BVV 2011 gewählt. Bei dieser Wahl wurde er als Bezirksbürgermeister bestätigt.
Buschkowsky wohnt mit seiner Ehefrau Christina in Buckow.

## Politische Positionen

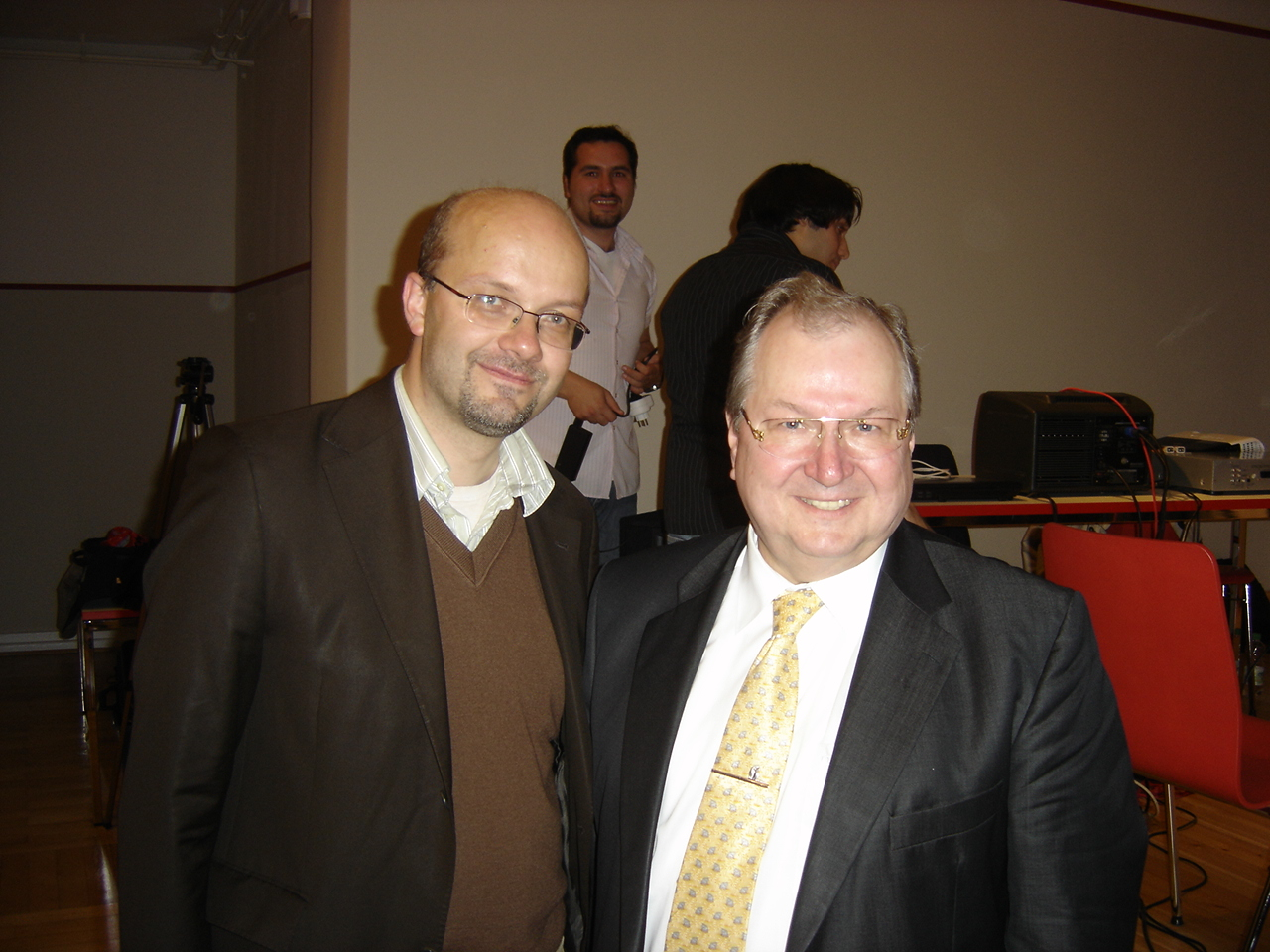
Buschkowsky mit dem SPD-Politiker Fritz Felgentreu im Mai 2009

Bundesweit bekannt wurde Buschkowsky 2004 mit der These „Multikulti ist gescheitert“. Als Bürgermeister eines Berliner Bezirks mit einem hohen Anteil an Menschen mit Migrationshintergrund vertritt er einen Mittelweg zwischen staatlichen Förderungen (Transferleistungen) und Sanktionen. Mit besonderem Nachdruck setzt er sich für eine gute Ausbildung von Kindern und Jugendlichen nichtdeutscher Herkunft ein, die er vor allem mit einer Kindergartenpflicht und einem flächendeckenden Angebot an Ganztagsschulen durchsetzen will.

### Zuspitzungen als politisches Mittel
Buschkowsky ist als ein Politiker bekannt geworden, der soziale Probleme wie Jugendkriminalität und -arbeitslosigkeit, Zwangsheirat und Ehrenmorde zum Zentrum seiner öffentlichen Stellungnahmen gemacht hat. Seine zugespitzten Stellungnahmen, durch die Wähler und Mitglieder seiner Partei polarisiert werden, bezeichnet er als „Grenzverletzungen“, die „ein zulässiges Mittel in der Politik“ seien. Trotz teilweiser Übereinstimmungen in der Integrations- und Sozialpolitik äußerte sich Buschkowsky mehrmals kritisch zu den Thesen seines Parteigenossen Thilo Sarrazin und warf diesem eine Nähe zum Rassismus vor.

### Erfahrungen aus Rotterdam und London
Nach einer Reise durch die sozialen Brennpunkte der Großstädte London und Rotterdam im Sommer 2008 hält er eine Mischung von Prävention und Repression gegenüber „Störerfamilien“ für das Wirksamste. Er empfahl, Maßnahmen der Stadtverwaltung von Rotterdam, die unter ihrem muslimischen Bürgermeister Ahmed Aboutaleb erfolgreich angewandt worden waren, auch in Berlin einzuführen. Das wichtigste Kriterium sei die Regelmäßigkeit des Schulbesuchs der Kinder; bei sozial auffälligen Kindern sollten die Zeugnisse an die Eltern ausgegeben werden, um ein Gespräch mit ihnen zu erzwingen. Eine parteiinterne Darstellung seiner Vorschläge wurde zunächst von der Landes-SPD verhindert, da seine Widersacher wie etwa Thomas Kleineidam grundsätzlich gegen neue Repressionen sind und aus einem Integrationsproblem kein Kriminalitätsproblem machen wollen.
Der innerparteilichen Kritik und Abwehr gegenüber Buschkowskys Vorschlägen steht bei Teilen der Berliner Presse eine zunehmende Ablehnung und Unverständnis gegenüber. Seine Erfahrungen aus Rotterdam und London konnte er sowohl bei der Berliner CDU und FDP als auch in mehreren öffentlichen Auftritten in Medien und Podiumsdiskussionen einer größeren Öffentlichkeit vermitteln.
Am 16./17. Dezember 2012 besuchte Buschkowsky erneut Rotterdam mit Raed Saleh, dem Fraktionsvorsitzenden der SPD-Fraktion im Berliner Abgeordnetenhaus. Dort suchten sie Kinder- und Jugendprojekte in sozial schwierigen Quartieren auf. Danach resümierten sie unter anderem, dass die Rotterdamer Stadtverwaltung „aufsuchende Sozialarbeit, klare Grenzsetzungen und enge Zusammenarbeit der beteiligten Behörden“ fördere. Nach der Vorstellung ihrer Eindrücke und Vorschläge vor der SPD-Landesfraktion erklärten Finanzsenator Ulrich Nußbaum und Bildungssenatorin Sandra Scheeres ihre Bereitschaft, Berliner Brennpunktschulen „je 100.000 Euro für rund 100 Schulen“ zukommen zu lassen. SPD, Bündnis 90/Die Grünen und Die Linke begrüßten die Initiative.

### Die Häußermann-Studie
Eine Arbeitsgruppe der Humboldt-Universität um den Sozialwissenschaftler Hartmut Häußermann untersuchte Neuköllner Gebiete im Zeitraum von 2001 bis 2006 und stellte eine Verschlechterung der sozialen Lage bei den Zuwanderern fest. Häußermann nahm Buschkowsky gegen Vorwürfe in Schutz, ein „Alarmist“ zu sein, da in Neukölln die Entstehung einer nicht mehr integrationsfähigen Unterschicht verhindert werden müsse.

### Kinder- und Betreuungsgeld
Seit mehreren Jahren kritisiert Buschkowsky die bundesdeutsche Familien- und Bildungspolitik, die er strukturpolitisch für völlig verfehlt hält und daher hier einen „Paradigmenwechsel“ fordert. In diesem Zusammenhang spricht er häufig das Kindergeld an, da er es zum großen Teil für ineffizient eingesetzt hält. Anstelle von Transferleistungen – etwa durch Auszahlung von Kindergeld – sollte mehr davon als Sach- und Dienstleistungen in die vorschulische Erziehung und in die Bildungsinfrastruktur investiert werden. Geldleistungen würden oft sachfremd ausgegeben. Seit 2009 schlägt er zudem eine Halbierung des Gesamtbudgets für Kindergeld (35 Milliarden Euro) zugunsten von tiefgreifenden Verbesserungen im primären und sekundären Bildungsbereich vor. Dadurch ließe sich wirksam eine drohende Segregation und Verfestigung von sozialen Unterschichten verhindern.
Das Kindergeld empfiehlt er überdies als ein Mittel zur sozialen Disziplinierung von notorischen Schulschwänzern: „Kommt zum Beispiel das Kind nicht in die Schule, kommt auch kein Kindergeld auf das Konto.“
Das sogenannte Betreuungsgeld, das in den Koalitionsverhandlungen der CDU/CSU-FDP-Regierungskoalition im Oktober 2009 für Familien vereinbart wurde, lehnt Buschkowsky ab.

## Politik als Bezirksbürgermeister

### Gesamt- und Ganztagsschulen
Im Jahr 2005 war das Albert-Schweitzer-Gymnasium wegen der stetig sinkenden Anzahl von Schülern von der Schließung bedroht. Buschkowsky wollte die Schließung verhindern, weshalb er für eine Erweiterung des Gymnasiums zu einer Ganztagsschule sorgte. Der neue Schulleiter Georg Krapp, der in Prag tschechische Schüler zum deutschen Abitur geführt hatte, wurde 2005 als neuer Direktor eingestellt. Schulhelfer des Deutsch-Türkischen Zentrums (DTZ) mit Migrationshintergrund übernahmen zudem die Hausaufgabenbetreuung und Freizeitgestaltung. Innerhalb von drei Jahren verdoppelte sich die Schülerschaft, die Zahl der Abiturienten vervierfachte sich und der Abiturnotenschnitt verbesserte sich. Die Senatsverwaltung genehmigte im Jahr 2009 einen Modellversuch.
Eine jahrelange negative Entwicklung an der Rütli-Schule gipfelte in einem am 30. März 2006 veröffentlichten Hilferuf von überforderten Lehrern und einer entsetzten Berichterstattung hierüber. Buschkowsky setzte daraufhin ein Gremium ein, welches entsprechende Lösungen für das Problem erarbeiten sollte. Die Ausarbeitung der Konzeption sah vor, das Areal um die Rütli-Schule zu einem hochqualitativen Bildungszentrum umzugestalten. Benachbarte und bisher rivalisierende Schulen wurden im Schuljahr 2008/2009 zu einer Gemeinschaftsschule aus zwei Oberschulen und einer Grundschule vereint (Rütli-, Heinrich-Heine-Schule und Franz-Schubert-Grundschule) und zu einer Ganztagsschule erweitert. Neubauten für eine Schulmensa, zwei Kindertagesstätten und der Jugendclub „Manege“ mit einer Musikschule und einer Beratungsstelle zur Berufswahl kamen hinzu. Das Projekt heißt nun Campus Rütli – CR². Durch eine Kooperation mit dem Albert-Schweitzer-Gymnasium wird den Schülern auch der Weg zum Abitur erleichtert. Mit finanzieller Unterstützung der Berliner Senatsverwaltungen für Bildung und für Stadtentwicklung konnte der Gesamtplan zügig umgesetzt werden. Die Berichterstattung reagierte auf die Veränderungen positiv. Heute gilt die früher kritisierte Schule als ein vorbildliches Modell für ein sozial-integratives Bildungssystem. Viele Pädagogen nichtdeutscher Herkunft bewerben sich um eine Stelle beim Campus Rütli.

### Initiative für Wachschutz an Schulen
Aufgrund der Zunahme von Gewalttätigkeiten gegenüber Schülern als auch gegen Lehrer innerhalb der Schulen, davon ein Fünftel durch Außenstehende, plante Buschkowsky die Einstellung von privaten Wachleuten im Herbst 2007. Während dieses Vorgehen Vorbehalte in seiner Partei auslöste, unterstützten 18 von 24 Oberschulen im Bezirk Neukölln sowie Bezirksamt und Bezirkselternausschuss seinen Plan.  Zunächst sprach der damalige Bildungsstadtrat Wolfgang Schimmang mit allen zuständigen Gremien über den Wachschutz, erst nachdem dort jeweils mehrheitlich zugestimmt wurde, bemühte man sich schließlich auch um die Zustimmung der SPD-Fraktion im Abgeordnetenhaus von Berlin. Ab Mitte Oktober 2007 wurden die Wachschützer an bislang 21 der 70 staatlichen Schulen im Bezirk eingesetzt, alle Beteiligten betonten den Versuchscharakter des Wachschutzes.
Kurz vor Beginn der Schutzmaßnahmen sprang das Berliner Dienstleistungsunternehmen Dussmann ab. Buschkowsky machte für den Rückzug Landespolitiker verantwortlich und hielt an seinem Vorhaben fest. Den Zuschlag erhielt die Bielefelder Wachschutzfirma Germania. Innensenator Ehrhart Körting (SPD) kritisierte die Initiative grundsätzlich: Disziplin sei an Schulen „nicht durch paramilitärische Einheiten, sondern nur durch Pädagogik herzustellen“. Buschkowsky verwahrte sich dagegen, die Kontrolle von Schülerausweisen als paramilitärisch zu bezeichnen und hielt diesen Vergleich für einen „sprachlichen Missgriff“. Am 10. Dezember 2007 traten unter großer Aufmerksamkeit der Medien erstmals Wachschützer ihren Dienst an den Schulen an. Da die Zahl schwerwiegender Gewaltvorfälle von 53 auf vier vermindert werden konnte, wurde der Wachschutz im September 2008 auf weitere Schulen in Neukölln ausgeweitet. Wegen Finanzierungsschwierigkeiten musste der Wachschutz im Jahr 2012 eingestellt werden, doch ab Oktober 2012 konnten wieder an zwölf Neuköllner Schulen Wachschützer ihren Dienst ausüben.

### Projekt Stadtteilmütter Neukölln
Buschkowsky übernahm 2006 vom Quartiersmanagement Schillerpromenade das Pilotprojekt „Stadtteilmütter in Neukölln“ und dehnte es auf den ganzen Bezirk Neukölln aus.
Das Projekt wird vom Diakonischen Werk Neukölln-Oberspree umgesetzt. Frauen nichtdeutscher Herkunft machen Hausbesuche und beraten Familien aus ihrer Heimat über Möglichkeiten der Bildung, der Sprach- und Gesundheitsförderung sowie der Erziehung. Da bei Elternabenden in den Schulen fast niemand mehr erschien, wurde ein sogenanntes niedrigschwelliges Angebot entwickelt. Anstatt auf die Familien zu warten, besuchen Stadtteilmütter Migrantenfamilien. Seit 2008 stehen die Stadtteilmütter neben Sozialarbeitern auch in Schulstationen mit Elterncafés für Rat suchende Eltern zur Verfügung. Das Projekt erhielt 2008 den „Metropolis Award“, eine Auszeichnung für herausragende Maßnahmen zur Weiterentwicklung der Lebensqualität in Großstädten, und weitere Auszeichnungen. Die Finanzierung war zunächst bis zum Jahr 2008 befristet und wurde dann von der Senatsverwaltung für Stadtentwicklung bis zum Jahr 2010 verlängert. Im Rahmen des Förderprogramms Aktionsräume wurde das Projekt weiterhin bis einschließlich 2011 unterstützt.
In den Jahren 2007 bis 2010 wurden 254 migrantische Frauen überwiegend türkischer und arabischer Herkunft in sechs Monaten zu Stadtteilmüttern ausgebildet. In dieser Zeit machten sie bei über 4.000 Familien in Nord-Neukölln und in der Gropiusstadt jeweils zehn Mal Hausbesuche. 255 Stadtteilmütter gab es Anfang 2011 in Neukölln, rund 50 werden jedes Jahr neu ausgebildet.  2011 erhielten die ersten Mitarbeiterinnen ein Zeugnis als Sozialassistentinnen. Das Projekt hat bundesweit Nachahmer gefunden, so etwa in Essen, Bochum und Dortmund.

## Kulturelles Engagement

### Schloss und Gutshof Britz
Als ehrenamtlicher Vorstand der Kulturstiftung Schloss Britz entwickelte Buschkowsky während seiner Amtszeit als Bezirksbürgermeister von Neukölln den am Schloss Britz angrenzenden Gutshof Britz zu einem weiteren kulturellen Zentrum im Bezirk Neukölln. Die Neuköllner Paul-Hindemith-Musikschule zog dort 2009 in dreizehn neue Probenräume um. Er ordnete an, die Wartelisten für Musikschüler abzuschaffen und jedem Neuling ein Instrument zur Verfügung zu stellen, was für Berlin im Jahr 2008 einmalig war. Weiterhin setzte er sich für den Umzug des Neuköllner Museums für Stadt- und Regionalgeschichte in das Anwesen ein, wodurch die bisher verstreuten Sammlungen zusammengeführt werden konnten. Eine kleine Opernbühne mit Sitzplätzen für rund 300 Besucher wurde im ehemaligen Kuhstall eingerichtet und am 3. September 2011 eröffnet.
Schon seit 1989 veranstaltet die Stiftung im Schloss Britz Konzerte, Lesungen und Ausstellungen. Aufgrund einer Initiative von Buschkowsky führen seit 2009 die Jahrgangsbesten der Auszubildenden vom Neuköllner Hotel Estrel, Deutschlands größtem Hotel, das dortige Restaurant und ein kleines Hotel in vollständig eigener Verantwortung. Diese Form der Ausbildung ist bundesweit ein bislang einmaliges Unternehmen.

### Mitmachzirkus Neukölln
Anlässlich der 300-Jahr-Feier für das Schloss Britz im Mai 2006 initiierte Buschkowsky das Konzept einer Zirkusprojektwoche für und mit sozial benachteiligten Kindern aus jenen Grundschulen, die vom Neuköllner Quartiersmanagement gefördert werden. Der in Neukölln ansässige Circus Mondeo wurde als Partner für das Projekt ausgewählt. Im Laufe einer Schulwoche erlernen Schulklassen Grundkenntnisse in Artistik – unter anderem Jonglieren, Clownerie, Bodenakrobatik, Trampolin, Trapez – und der künstlerischen Darbietung von Tieren. Am Sonnabend schließlich zeigen die Schüler ihre Fähigkeiten und Kunststücke vor ihren Eltern und Verwandten. Ziel ist die „Integration durch die Förderung von Selbstvertrauen und Stärkung der Persönlichkeit, das Wecken von Kreativität und Entdecken der eigenen Fähigkeiten von Kindern im Grundschulalter sowie die Förderung der gegenseitigen Akzeptanz.“ Vom Sommer 2006 bis Juli 2012 nahmen über 20.000 Neuköllner Grundschüler an den Zirkusprojektwochen teil. Das Projekt MitMachZirkus wird vom Bund-Länder-Programm Soziale Stadt und vom Bezirksamt Neukölln gefördert.

## Auszeichnungen
- 2010 – Gustav-Heinemann-Bürgerpreis[65][66]
- 2010 – Markgräfler Gutedelpreis[67]
- 2010 – Wilhelm-Dröscher-Preis
- 2011 – Hildegard Hamm-Brücher-Förderpreis[68]

## Veröffentlichungen
- Die andere Gesellschaft. Ullstein, Berlin 2014, ISBN 978-3-550-08050-0.
- Neukölln ist überall. Ullstein, Berlin 2012, ISBN 978-3-550-08011-1.
- Heinz Buschkowsky im Interview mit Elisabeth Niejahr: Intervention für Familie. In: Kurt Biedenkopf. Hans Bertram, Elisabeth Niejahr (Hrsg.): Starke Familie – Solidarität, Subsidiarität und kleine Lebenskreise. Bericht der Kommission „Familie und demographischer Wandel“. Robert Bosch Stiftung, Stuttgart 2009, ISBN 978-3-939574-17-0, S. 182–199. Online-Text (PDF; 277 kB)

## Filme
- Vis-à-vis: Heinz Buschkowsky, Bestsellerautor und Bezirksbürgermeister von Berlin-Neukölln. Gespräch, Deutschland, 2012, 60 Min., mit Frank A. Meyer, Produktion: 3sat, Erstausstrahlung: 29. Oktober 2012, Inhaltsangabe von 3sat.
- Döner gegen Bulette – Heinz Buschkowsky und seine Streitschrift „Neukölln ist überall“. Fernseh-Reportage, Deutschland, 2012, 6:30 Min., Regie: Andreas Lueg, Produktion: MDR, Erstsendung: 7. Oktober 2012, Filmtext mit online-Video.
- Peter Voß fragt Heinz Buschkowsky: Integration – eine Illusion? Gespräch, Deutschland, 2011, 45 Min., Produktion: 3sat, Erstsendung: 18. Juli 2011, Online-Video.

## TV-Auftritte
- 2010:  Krömer – Die internationale Show, rbb[69]
- 2018: Zahltag! Ein Koffer voller Chancen, RTL
- 2019: Zahltag! Ein Koffer voller Chancen, RTL

## Verschiedenes
- Buschkowsky setzte sich im Jahr 2003 dafür ein, vor dem Rathaus Neukölln einen Buddy Bär aufzustellen,[70] der für „Freundschaft und Frieden“ werben soll und den er in Erinnerung an Neuköllns frühere Ortsbezeichnung Rixdorf Rixi taufte.
- Buschkowsky trat häufig in der früheren Unterhaltungssendung Krömer – Die internationale Show auf,[71] einer Sendereihe des Berliner Humoristen Kurt Krömer,  den er auch als Werbung für Neukölln schätzt.[72] Unter anderem saß Buschkowsky, nachdem er einige Tage zuvor das von der Regierungskoalition beschlossene Betreuungsgeld heftig kritisiert hatte, in der nahezu gesamten Sendung schweigend neben einem schwarzen Schaf.[73]
- Neuköllner Mode-Designer reagierten 2010 auf Buschkowskys Popularität[74] mit der Kreation und dem Verkauf eines T-Shirts, auf dem in Anlehnung an den Spielfilm The Big Lebowski der Schriftzug The Big Buschkowsky unter dessen Schattenriss abgebildet ist.[75] Buschkowsky selbst sieht „das T-Shirt auch als ein Stück Bürgernähe“. Es sei nicht die Regel, „dass junge Leute sich mit Akteuren der Bezirkspolitik befassen“.[76] Das Buschkowsky-T-Shirt erhielt in den Medien eine bundesweite Beachtung.[77]
- Im Juli 2018 äußerte Buschkowsky in einem Interview unter anderem, die SPD sei eine „Klugscheißerpartei“; sie sei „auf dem Weg zurück zu Klassenkampf, Volkshochschulpolitik, Avantgarde des Proletariats“. Die SPD Berlin gelte „nicht umsonst als unterirdischster Landesverband der deutschen Sozialdemokratie.“ Die SPD setze sich zu wenig für die „arbeitende Bevölkerung“ ein, seitdem sie mehr und mehr von akademisierten Funktionären und immer weniger von Menschen aus Arbeiterfamilien geführt werde. Stattdessen kämpfe die SPD für „gesellschaftliche Randgruppen“. Sie spendiere „Geld ans Milieu“.[78][79]
- Seit den 2000er-Jahren beteiligt sich Buschkowsky als Kellner an dem von Frank Zander und dem Diakonischen Werk ausgerichteten Weihnachtsessen für Obdachlose und Bedürftige im Neuköllner Hotel Estrel.[80]
- Ein sozialdemokratischer Schatz. In: Berliner Zeitung, 20. April 2010.